# Puji
Puji ou Pu-chi (普寂 651-739 ou 740) fut considéré comme le septième patriarche de l’école du Nord du bouddhisme Chan. Appelé aussi le Moine de Huayan (華嚴和尚) ou le Vénérable de Huayan (華嚴尊者), du nom de son monastère à Luoyang, il reçut le nom posthume de Dazhao Chanshi (大照禪師).

## Biographie
Né Feng (馮), originaire du Shanxi, il décida jeune de se consacrer à la religion. Il suivit d’abord l’enseignement de l'école Lu ou des Préceptes (律) et à 38 ans prononça ses vœux à Luoyang. Il pratiqua ensuite sous la direction de Nanquan Hongjing (南泉弘景) mais décida ultérieurement de rejoindre Shenxiu et le Chan au monastère de Yuquan au Hubei. Après 6 ans Shenxiu le choisit comme successeur. L’empereur Zhongzong confirma officiellement ce choix. Il exerça semble-t-il sur le mont Song, jusqu’en 725 où il fut appelé au monastère Huayan（華嚴寺）de Luoyang, puis après quelques années se rendit à Chang'an au monastère de Xingtang (興唐寺).
Considéré de son vivant comme le patriarche de l’école Dongshan fondée par Daoxin, appelée par la suite école du Nord, il avait beaucoup de disciples, particulièrement dans la haute société. En 732 ou 734 selon les sources, lors d’un débat public entre moines, Shenhui, qui se présentait comme le successeur de Huineng et le représentant du "vrai Chan" de l’éveil subit, attaqua publiquement Dongshan et contesta la légitimité de Puji et de son maître, action sans effet dans un premier temps sur la prééminence de l’école du Nord.
En 735, Puji fut rappelé par l’empereur à Luoyang. Il mourut à Chang’an en l’an 27 ou 28 de l’ère Kaiyuan.